# Stazione Palmer
La stazione Palmer è una delle basi scientifiche in Antartide gestita dagli Stati Uniti, la cui costruzione si concluse nel 1968. Situata nell'Isola Anvers, a nord della Penisola Antartica, è la sola stazione antartica di ricerca statunitense situata a nord del circolo polare antartico.
La distanza della base dall'equatore è all'incirca la stessa della città di Fairbanks in Alaska, nell'emisfero boreale.
Come tutte le altre stazioni antartiche americane è gestita dall'United States Antarctic Program (USAP) della National Science Foundation. La stazione può accogliere un massimo di 46 persone. Il contingente estivo è di entità variabile, ma normalmente consiste di una quarantina di persone; la base è abitata durante tutto il corso dell'anno, ma la popolazione scende a 15-20 persone durante l'inverno, periodo dedicato per lo più alle operazioni di manutenzione dopo la stagione di ricerca estiva.
La stazione è dotata di un edificio per il laboratorio biologico, oltre che di un pontile per l'attracco delle imbarcazioni e di una piattaforma per gli elicotteri.

## Storia
La stazione è stata denominata in onore di Nathaniel Palmer, considerato il primo americano ad essersi recato in Antartide nel 1920. Palmer aveva navigato alla ricerca di nuove terre vicino alla Penisola Antartica da South Georgia. In verità, lui non visitò mai l'isola Anvers. Capt. John Biscoe scoprì l'isola, e credette di aver trovato il continente dell'Antartide, e la dichiarò proprietà d'Inghilterra. I britannici costruirono una piccola base formata da una singola stanza, detta Base N, di fronte ad Arthur Harbor dell'attuale base Palmer. Gli Stati Uniti si interessarono alla penisola Antartica nel 1928, quando la American Geographical Society sponsorizzò molti voli esplorativi da Deception Island. Tra il 1928 e il 1948 ci furono diverse spedizioni verso la Penisola Antartica. Gli Stati Uniti si interessarono quindi alla possibilità di costruire una base di ricerca permanente nel 1962 nella zona della penisola.
Nella primavera del 1963 l'isola di Anver venne selezionata come sito migliore per la costruzione della base di ricerca. Ciò perché ci sono zone senza ghiaccio, molta acqua dolce, un ambiente biologico molto ricco, e un facile accesso per aerei e navi. Essa venne aperta nel 1965, e la Base N venne annessa al laboratorio della base. In origine, la base fu costruita su quella che si credeva fosse l'isola Anvers, ma si rivelò solo successivamente un'altra isola, connessa all'isola Anvers tramite un ghiacciaio. Nel 1968 venne costruita una nuova base, posizionata nel Gamage Point, il luogo dove risiede tutt'oggi la base Palmer. La base ormai in disuso è posizionata nel cosiddetto Norsel Point.